# Boonyarit Keattikun
Boonyarit Keattikun (thailändisch บุญญฤทธิ์ เกียรติกุล, Spitzname thailändisch ไฟว์ นครนายก; * 5. Oktober 1995) ist ein thailändischer Snookerspieler aus Nakhon Nayok. Von 2016 bis 2018 spielte er zwei Jahre lang auf der Snooker Main Tour.

## Karriere
Mit 10 Jahren begann Boonyarit Keattikun mit dem Snookerspielen. 2012 wurde er thailändischer Jugendmeister. Im selben Jahr gelang ihm erstmals der Einzug in die Finalrunde der U21-Weltmeisterschaft, bei der er in der Runde der letzten 32 gegen Adam Stefanów ausschied. Bei der U21-Asienmeisterschaft 2013 erreichte er das Viertelfinale und unterlag dort seinem Landsmann Noppon Saengkham mit 2:5. Nachdem er bei der Asienmeisterschaft im Achtelfinale ausgeschieden war, erreichte er bei der U21-WM 2013 erneut die Runde der letzten 32. Im Dezember 2013 schaffte er es zum ersten Mal in die Finalrunde der Amateurweltmeisterschaft, bei der er jedoch in der Runde der letzten 64 mit 2:4 gegen Krzysztof Wróbel verlor. Im Mai 2014 erreichte er das Achtelfinale der U21-WM und unterlag dort dem Deutschen Lukas Kleckers. Einen Monat später verlor er im Halbfinale der IBSF 6-Red-Weltmeisterschaft mit 3:5 gegen den Polen Kacper Filipiak. Nachdem er im August bei der 6-Red-Asienmeisterschaft erst im Finale knapp an Amir Sarkhosh gescheitert war, durfte er im Monat darauf zum ersten Mal an der 6-Red World Championship, einem Einladungsturnier der Main Tour, teilnehmen. Dort zog er, nachdem er unter anderem Barry Hawkins und Ryan Day besiegt hatte, in die Runde der letzten 32 ein, in der er Joe Perry mit 2:6 unterlag. Bei der Amateur-WM 2014 erreichte er die Runde der letzten 32. Im Juli 2015 gelang ihm nach Siegen gegen Ryan Thomerson, Zhao Xintong und Wang Yuchen der Einzug ins Finale der U21-Weltmeisterschaft. Dort besiegte er den Waliser Jamie Rhys Clarke mit 8:7 und qualifizierte sich damit für die Main-Tour-Spielzeiten 2016/17 und 2017/18. Im September 2015 erreichte er bei der 6-Red World Championship nach Siegen gegen Michael Holt und Ryan Day als bester Amateurspieler das Viertelfinale, in dem er mit 1:7 gegen Thepchaiya Un-Nooh verlor.
In seine erste Profisaison startete Boonyarit mit drei Erstrundenniederlagen. Sein erster Sieg als Profi gelang ihm bei der 6-Red World Championship 2016, bei der er in der Gruppenphase gegen die Amateure Peter McCullagh und Moh Keen Hoo gewann und in der Runde der letzten 32 mit 5:6 gegen Joe Perry ausschied. Nach sechs weiteren Niederlagen gelang ihm im Dezember 2016 sein erster Sieg bei einem Weltranglistenturnier, als er in der ersten Qualifikationsrunde des German Masters 2017 Scott Donaldson mit 5:3 besiegte. In der zweiten Qualifikationsrunde unterlag er jedoch Anthony Hamilton mit 3:5. Ein weiterer Sieg gelang ihm bei den Welsh Open 2017, bei denen er gegen den früheren Weltmeister Ken Doherty mit 4:1 gewann, bevor er in der Runde der letzten 64 mit 1:4 gegen Mark Allen ausschied. In der Qualifikation zur Weltmeisterschaft 2017 verlor er in der ersten Runde mit 2:10 gegen Dominic Dale. In der Weltrangliste beendete er seine erste Profisaison auf dem 120. Platz, in der bereinigten Rangliste zu Beginn der nächsten Saison rückte er auf Platz 90 vor. In der Saison 2017/18 nahm er an der ersten beiden Turnieren nicht teil. Beim Indian Open gelang ihm gegen den Top-16-Spieler Kyren Wilson die Qualifikation für das Hauptturnier, in Indien schied er dann aber in Runde 1 aus. Danach folgten aber nur noch fast immer deutliche Qualifikationsniederlagen. Nachdem er bis zum Jahresende 2017 nicht mehr in ein Hauptturnier gekommen war, trat er 2018 gar nicht mehr an. Folgerichtig verlor er seinen Profistatus und er versuchte auch nicht, sich über die Q School erneut zu qualifizieren.

## Erfolge

### Finalteilnahmen
| Ausgang         | Jahr | Turnier                               | Finalgegner       | Ergebnis |
| --------------- | ---- | ------------------------------------- | ----------------- | -------- |
| Amateurturniere |      |                                       |                   |          |
| Zweiter         | 2014 | ACBS-6-Red-Snooker-Asienmeisterschaft | Amir Sarkhosh     | 6:7      |
| Sieger          | 2015 | U21-Weltmeisterschaft                 | Jamie Rhys Clarke | 8:7      |